# Natsume (företag)
Natsume är namnet på två datorspelförläggare, Natsume-Atari och Natsume Inc, som en gång var samma företag men är nu helt separerade.
Natsume Co Ltd grundades i Japan den 20 oktober 1987.
De bildades 1988 en amerikansk division som heter Natsume Inc.
1995 lämnade Natsume Inc ifrån sig Natsume Co Ltd till att bli ett självständigt företag. Namnet "Natsume" behölls av båda företagen i respektive land. År 2013 byte Natsume Co Ltd till Natsume-Atari efter en sammanslagning med dotterbolaget Atari det året.

### Fotnoter
1. ↑  hämtat från: ryskspråkiga Wikipedia.[källa från Wikidata]